# Megapallifera mutabilis
Megapallifera mutabilis är en snäckart som först beskrevs av Leslie Raymond Hubricht 1951.  Megapallifera mutabilis ingår i släktet Megapallifera och familjen Philomycidae. Inga underarter finns listade i Catalogue of Life.